# Gouvernement Sovaleni
Tuʻiʻonetoa Eke
Le gouvernement Sovaleni est le gouvernement des Tonga du 29 décembre 2021 au 9 décembre 2024 et dirigé par le Premier ministre Siaosi Sovaleni.

## Contexte et formation
Les élections législatives de novembre 2021 produisent un parlement sans majorité qui élit le ministre sortant de l'Éducation, Siaosi Sovaleni, à la direction du gouvernement. Sovaleni est formellement nommé Premier ministre par le roi Tupou VI le 27 décembre, et propose son gouvernement au roi le même jour. Le monarque nomme le 29 les ministres qui lui sont proposés par son nouveau Premier ministre.
Le gouvernement Sovaleni est principalement composé de députés roturiers. Un seul représentant de la noblesse tongienne y est inclus, car la loi exige que le ministère des Terres soit confié à un noble. Par ailleurs, comme la loi l'y autorise, le Premier ministre nomme à son gouvernement une personne qui n'est pas députée, en confiant à Fekitamoeloa Katoa ʻUtoikamanu les ministères des Affaires étrangères et du Tourisme. Ce qui lui permet d'inclure une femme dans son gouvernement, car il n'y a à cette date aucune femme députée.
Le gouvernement ainsi nommé est le suivant :
| Nom | Nom                      | Nom | Fonctions | Parti          | Circonscription   |
| --- | ------------------------ | --- | --- | -------------- | ----------------- |
|     | Siaosi Sovaleni          |     | Premier ministre, Ministre de l'Éducation et de la Formation, Ministre de la Police et des Services d'urgence, Ministre des Forces armées de Sa Majesté                                                                                   | sans étiquette | Tongatapu 3       |
|     | Poasi Tei                |     | Vice-Premier ministre, Ministre de la Météorologie, de l'Énergie, de l'Information, de la Gestion des catastrophes naturelles, de l'Environnement, des Communications, et du Réchauffement climatique, Ministre des Entreprises publiques | sans étiquette | Tongatapu 6       |
|     | Samiu Vaipulu            |     | Ministre de la Justice et des Prisons | sans étiquette | Vavaʻu 15         |
|     | Tatafu Moeaki (en)       |     | Ministre des Finances, Ministre des Douanes | sans étiquette | Tongatapu 4       |
|     | Lord Tuʻiʻafitu (en)     |     | Ministre des Terres et des Ressources naturelles | sans étiquette | Vavaʻu (noblesse) |
|     | Fekitamoeloa ʻUtoikamanu |     | Ministre des Affaires étrangères, Ministre du Tourisme | sans étiquette | pas députée       |
|     | Saia Piukala             |     | Ministre de la Santé | Démocrate      | Vavaʻu 14         |
|     | Viliami Latu (en)        |     | Ministre du Commerce extérieur et du Développement économique | sans étiquette | Vavaʻu 16         |
|     | Viliami Hingano          |     | Ministre de l'Agriculture, de l'Alimentation et des Forêts | sans étiquette | Haʻapai 12        |
|     | Semisi Fakahau           |     | Ministre des Pêcheries | Démocrate      | Tongatapu 8       |
|     | Sangster Saulala (en)    |     | Ministre de l'Intérieur | Démocrate      | Tongatapu 7       |
|     | Sevenitini Toumoʻua (en) |     | Ministre des Infrastructures | sans étiquette | Tongatapu 9       |

## Changements ultérieurs et fin
Le 3 mai 2022, le ministre de l'Intérieur Sangster Saulala (en) est démis par la Cour suprême de sa fonction de député, et donc de ce fait automatiquement de son poste de ministre, étant reconnu coupable d'avoir tenté d'acheter des voix durant la campagne législative de 2021.
Trois jours plus tard, le ministre des Finances Tatafu Moeaki (en) est démis par la Cour suprême pour la même raison. Le 13 mai, c'est le vice-Premier ministre Poasi Tei qui est démis par la Cour suprême pour la même raison.
Le 10 juin, Viliami Hingano, ministre de l'Agriculture, meurt dans un hôpital à Auckland. Lord Fohe (en) lui succède à ce ministère le 2 août.
Le 1er septembre 2022, Lord Vaea est nommé ministre de l'Intérieur, succédant au ministre Sangster Saulala déchu. Le 22 octobre, Tiofilusi Tiueti est nommé ministre des Finances pour remplacer le ministre Tatafu Moeaki déchu. 
Le 27 octobre 2022, le ministre des Pêcheries Semisi Fakahau meurt à l'âge de 74 ans.
Le gouvernement résultant en octobre 2022 de ces divers changements est le suivant :
| Nom | Nom                      | Nom | Fonctions | Parti          | Circonscription      |
| --- | ------------------------ | --- | --- | -------------- | -------------------- |
|     | Siaosi Sovaleni          |     | Premier ministre, Ministre de l'Éducation et de la Formation, Ministre de la Police et des Services d'urgence, Ministre des Forces armées de Sa Majesté, Ministre de la Météorologie, de la Gestion des catastrophes naturelles, de l'Environnement et du Réchauffement climatique, Ministre de l'Énergie, Ministre de l'Information et des Communications | sans étiquette | Tongatapu 3          |
|     | Samiu Vaipulu            |     | Vice-Premier ministre, Ministre de la Justice et des Prisons | sans étiquette | Vavaʻu 15            |
|     | Tiofilusi Tiueti (en)    |     | Ministre des Finances | sans étiquette | pas député           |
|     | Lord Tuʻiʻafitu (en)     |     | Ministre des Terres et des Ressources naturelles | sans étiquette | Vavaʻu (noblesse)    |
|     | Fekitamoeloa ʻUtoikamanu |     | Ministre des Affaires étrangères, Ministre du Tourisme | sans étiquette | pas députée          |
|     | Saia Piukala             |     | Ministre de la Santé | Démocrate      | Vavaʻu 14            |
|     | Viliami Latu (en)        |     | Ministre du Commerce extérieur et du Développement économique | sans étiquette | Vavaʻu 16            |
|     | Lord Fohe (en)           |     | Ministre de l'Agriculture, de l'Alimentation et des Forêts | sans étiquette | Tongatapu (noblesse) |
|     | vacant                   |     | Ministre des Pêcheries |                |                      |
|     | Lord Vaea                |     | Ministre de l'Intérieur | sans étiquette | Tongatapu (noblesse) |
|     | Sevenitini Toumoʻua (en) |     | Ministre des Infrastructures | sans étiquette | Tongatapu 9          |

Le ministre de la Santé le docteur Saia Maʻu Piukala démissionne le 11 janvier 2024 pour prendre la direction du bureau Asie-Pacifique de l'Organisation mondiale de la Santé. Le docteur Siale ʻAkauʻola, qui n'est pas député, est nommé ministre de la Santé le 31 janvier,.
Le 2 février 2024, le roi Tupou VI prétend limoger la ministre des Affaires étrangères et du Tourisme Fekitamoeloa ʻUtoikamanu et retirer le ministère de la Défense au Premier ministre Sovaleni. L’attorney general (conseiller juridique du gouvernement) rappelle toutefois que la Constitution des Tonga ne permet au roi de destituer des ministres qu'à la demande du Premier ministre, ainsi que de destituer le Premier ministre si celui-ci perd un vote de confiance à l'Assemblée,,. Le Premier ministre cède toutefois le 4 avril, renonçant au ministère de la Défense, limogeant Fekitamoeloa ʻUtoikamanu et nommant Viliame Latu ministre du Tourisme. Personne n'est nommé nouveau ministre des Affaires étrangères ni de la Défense, mais le prince héritier  Tupoutoʻa ʻUlukalala exerce ces fonctions par intérim.
Début décembre 2024, le ministre de l'Intérieur Lord Vaea (beau-frère du roi) et le ministre des Terres Lord Tuʻiʻafitu (en) démissionnent tous deux, se joignant à l'opposition,.
Le 9 décembre, le Premier ministre Sovaleni démissionne « avec effet immédiat », évitant ainsi une motion de défiance que souhaitait déposer l'opposition menée par ‘Aisake ‘Eke. Lors d'un bref entretien avec la presse, il précise ne toujours pas savoir pourquoi le roi lui a retiré la responsabilité de la défense nationale, ni si cette décision du roi est l'origine de la motion de défiance à son encontre. Samiu Vaipulu devient Premier ministre par intérim en attendant l'élection d'un nouveau Premier ministre par l'Assemblée le 24 décembre. Siaosi Sovaleni demeure ministre par intérim de l'Éducation et de la Police. Lord Fohe (en), ministre de l'Agriculture et seul représentant de la noblesse restant au gouvernement, démissionne du gouvernement.